# (2123) Vltava
(2123) Vltava ist ein Asteroid des äußeren Hauptgürtels, der von dem sowjetischen Astronomen Nikolai Tschernych am 22. September 1973 am Krim-Observatorium in Nautschnyj (IAU-Code 095) entdeckt wurde.
Unbestätigte Sichtungen des Asteroiden hatte es vorher schon mehrere gegeben: unter anderem am 10. und August 1934 unter der vorläufigen Bezeichnung 1934 PB sowie am 14. und 15. Januar 1936 (1936 AE) an der Landessternwarte Heidelberg-Königstuhl, am 12. März 1942 (1942 EV) am Iso-Heikkilä-Observatorium der Universität Turku, am 12. und 13. Januar 1951 (1951 AQ1) am McDonald-Observatorium in Texas und am 22. Oktober 1954 (1954 UL) und 6. November 1964 (1964 VZ) am Goethe-Link-Observatorium in Indiana.
Der Asteroid ist Mitglied der Koronis-Familie, einer Gruppe von Asteroiden, die nach (158) Koronis benannt ist. Die zeitlosen (nichtoskulierenden) Bahnelemente von (2123) Vltava sind fast identisch mit denjenigen des kleineren, wenn man von der Absoluten Helligkeit von 16,1 gegenüber 11,50 ausgeht, Asteroiden (143679) 2003 SK236. Der mittlere Durchmesser von (2123) Vltava wurde mit 14,42 km (± 1,3) bestimmt, die geometrische Albedo mit 0,2135 (± 0,046). Diese Werte sind jedoch nicht sehr zuverlässig, da sie lediglich auf zwei Infrarotspektroskopien beruhen. Der Astronom Stephen Slivan hat im Rahmen seines Koronis-Projektes versucht, die Lichtkurve und damit die Rotationsperiode von (2123) Vltava zu bestimmen. Bei Beobachtungen im Januar 1999 sowie November und Dezember 2003 waren die Daten jedoch sehr uneinheitlich. Slivan geht deshalb von einer unregelmäßigen Form des Asteroiden aus.
(2123) Vltava wurde am 1. April 1980 nach der Moldau benannt, dem durch Prag fließenden längsten Fluss in Tschechien. Vltava ist der tschechische Name des Flusses.